# Štěpánský rybník (přírodní památka)
Štěpánský rybník je přírodní památka východně od města Mýto v okrese Rokycany. Nachází se západně od Štěpánského rybníka ve stráni nad železniční tratí Praha–Plzeň. Předmětem ochrany území je klasické naleziště fosilií fauny v nejvyšších partiích klabavského souvrství českého ordoviku.

## Historie
Zkameněliny na lokalitě sbíral Celda Klouček ve dvacátých letech dvacátého století. Odkryvy horninových výchozů pravděpodobně vznikly těžbou kamene v drobném lomu. Určité terénní úpravy na lokalitě proběhly při stavbě železniční trati Praha–Plzeň, ale od té doby se území nijak nevyužívá. Díky tomu lokalita zarůstá náletovými dřevinami a příležitostně je využívána jako černá skládka. Při rekonstrukci železniční trati v letech 2010–2011 došlo ke zničení jižní části přírodní památky. Geologické profily byly obnoveny v roce 1999 při přípravě na exkurzi mezinárodní konference.
Chráněné území vyhlásil rokycanský okresní národní výbor s účinností od dne 5. září 1989 v kategorii chráněný přírodní výtvor. Přírodní památka je v Ústředním seznamu ochrany přírody evidována pod číslem 1160.

## Přírodní poměry
Chráněné území měří 0,2213 hektaru a nachází se v nadmořské výšce 442–450 metrů v katastrálním území Volduchy. Rozloha zákonem stanoveného ochranného pásma je 1,86 hektaru.

### Abiotické faktory
V geomorfologickém členění lokalita leží v Hořovické pahorkatině v podcelku Hořovická brázda a okrsku Holoubkovská kotlina. Reliéf se stupňovitě svažuje mírně ukloněný a nadmořská výška klesá směrem od východu k západu.

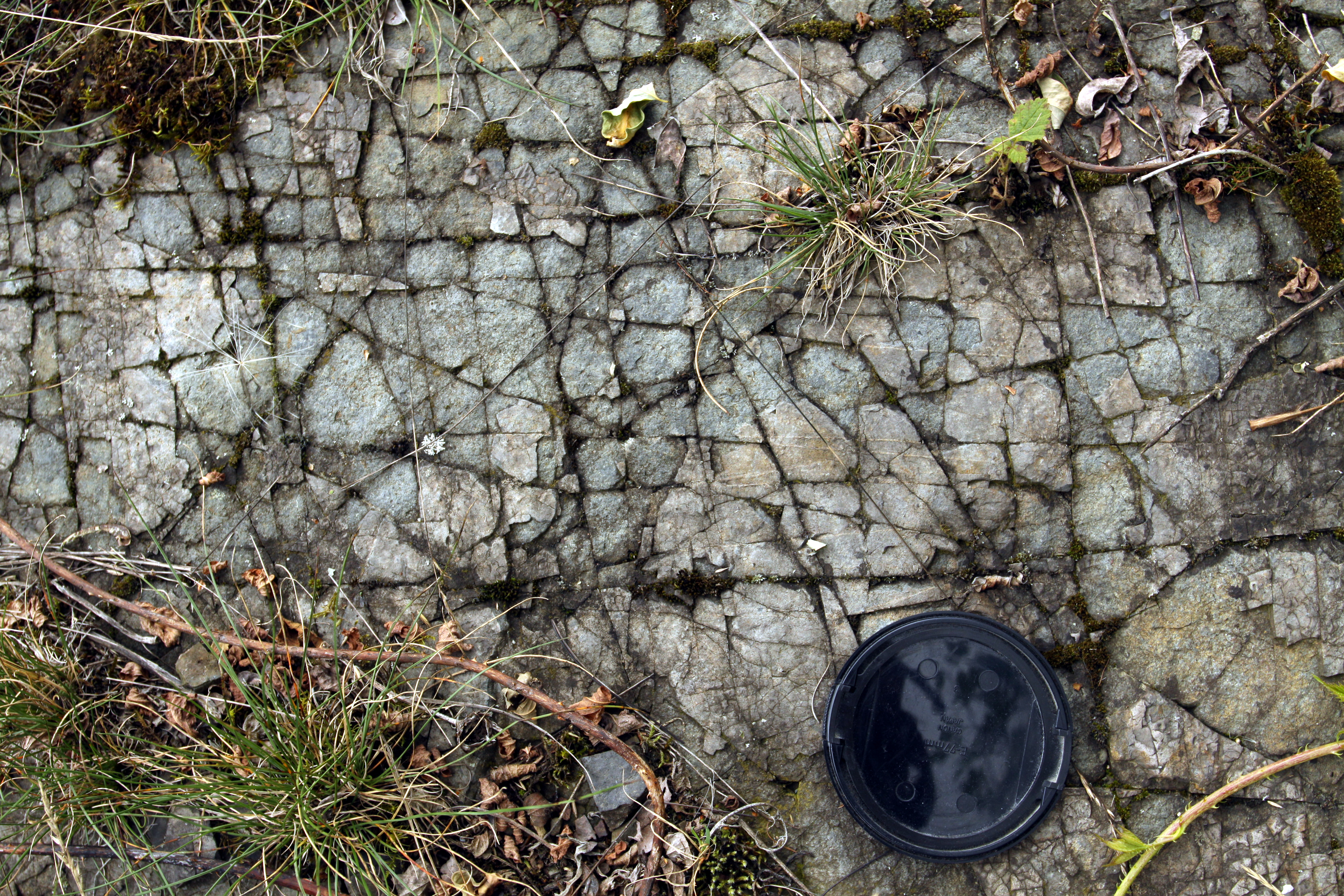
Horniny jsou porušené řadou puklin.

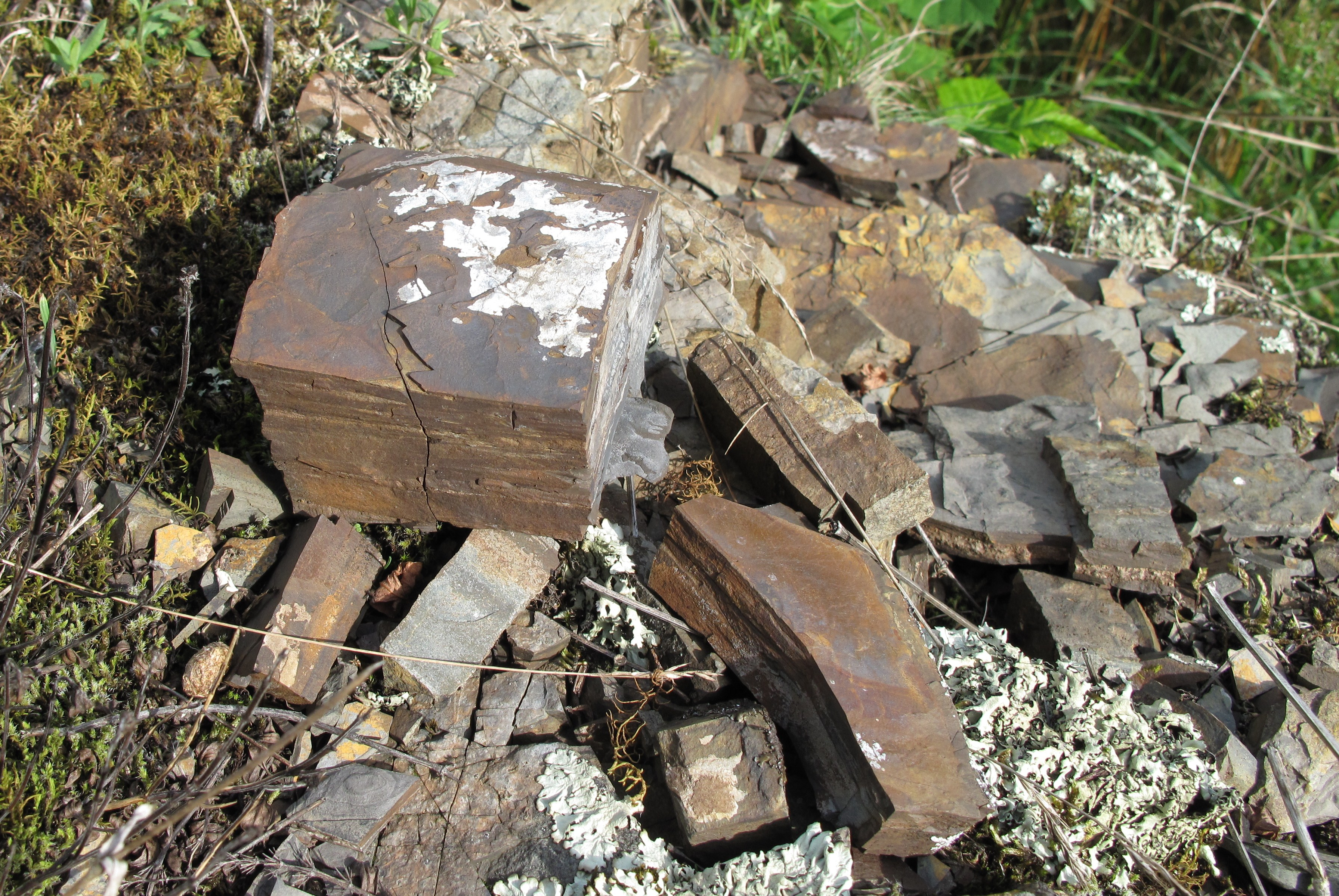
Břidlice

Předmětem ochrany území v přírodní památce je skalní výchoz s fosiliemi živočichů, přičemž pro některé druhy trilobitů a ramenonožců je Štěpánský rybník typovým nalezištěm. Geologické podloží tvoří prvohorní horniny klabavského souvrství ze spodního ordoviku. V nižší úrovni se nachází jílovité břidlice. Ve vyšší úrovni lomem odkrytého výchozu jsou šedomodré tufity překryté prachovci a tufitickými břidlicemi. Jejich nadložím z přeplavených tufitů pronikla diabasová žíla, která způsobila slabou kontaktní metamorfózu okolních sedimentů. Na těchto horninách se vyvinul půdní typ kambizem, který v blízkosti rybníka přechází do typických glejů a pseudoglejů.
Fosílie prvohorní fauny se vyskytují ve spodních jílovitých břidlicích a v tufitických polohách. V břidlicích se objevují obvyklé druhy graptolitů Tetragraptus reclinatus abbreviatus a ramenonožců Celdobolus punctatus. Významným druhem nacházejícím se v tufitech je ramenonožec Ranorthis lipoldi nebo trilobit Pricyclopyge binodosa cyanea. Kromě nich se v tufitech vyskytují další zástupci plžů, konulárií a mechovek. V nadložních tufitických břidlicích se objevují stratigraficky důležité mikrofosilie Desmochitina bulla.
Vodu z okolní krajiny odvádí Holoubkovský potok, který se v Rokycanech vlévá do Klabavy, a patří tedy k povodí Berounky. V rámci Quittovy klasifikace podnebí se chráněné území nachází v mírně teplé oblasti MT10, pro kterou jsou typické průměrné teploty −2 až −3 °C v lednu a 17–18 °C v červenci. Roční srážkový úhrn je 600–700 milimetrů. Počet mrazových dnů je 110–130, zatímco počet letních dnů se pohybuje mezi čtyřiceti a padesáti.

### Flóra a fauna
Ve fytogeografickém členění lokalita spadá do okresu Holubkovské Podbrdsko. V chráněném území nebyl proveden inventarizační průzkum, ale střední část přírodní památky porůstají ruderální trávníky s lipnicí luční (Poa pratensis), třtinou křovištní (Calamagrostis epigejos), hadincem obecným (Echium vulgare) a pryšcem chvojkou (Euphorbia cyparissias). Na okrajích chráněného území rostou keře hlohu (Crataegus sp.) a trnky obecné (Prunus spinosa).

## Přístup
Území je volně přístupné a nachází se blízko západního břehu Štěpánského rybníka. Leží mimo turistické trasy, ale vede k němu odbočka z cesty od kostela svatého Štěpána, po které je červeně značena turistická trasa z Mýta do Kařízku.